# Liste der Olympiasieger im Schwimmen/Medaillengewinner
Diese Liste ist Teil der Liste der Olympiasieger im Schwimmen. Sie führt sämtliche Medaillengewinner in den Schwimmwettbewerben der Männer bei Olympischen Spielen auf. Die Liste ist gegliedert nach Wettbewerben, die aktuell zum Wettkampfprogramm gehören und nach nicht mehr ausgetragenen Wettbewerben.

## Vorbemerkungen
*  Bei den Olympischen Spielen 1896 und 1900 wurden keine Goldmedaillen vergeben. Der Sieger erhielt eine Silber-, der Zweite eine Bronzemedaille, der Dritte ging leer aus. In der nachfolgenden Liste wird dennoch das heute übliche Schema angewandt, damit alle Ergebnisse miteinander vergleichbar sind.
** Die Olympischen Zwischenspiele 1906 besitzen keinen offiziellen Status. Die Ergebnisse werden aus diesem Grund in der Liste der erfolgreichsten Teilnehmer und in der Nationenwertung nicht mitberücksichtigt.

## Heutige Wettbewerbe

### 50 m Freistil
| Olympia | Gold                           | Silber           | Bronze                    |
| ------- | ------------------------------ | ---------------- | ------------------------- |
| 1988    | Matt Biondi                    | Tom Jager        | Gennadi Prigoda           |
| 1992    | Alexander Popow                | Matt Biondi      | Tom Jager                 |
| 1996    | Alexander Popow                | Gary Hall junior | Fernando Scherer          |
| 2000    | Anthony Ervin Gary Hall junior | –                | Pieter van den Hoogenband |
| 2004    | Gary Hall junior               | Duje Draganja    | Roland Schoeman           |
| 2008    | César Cielo                    | Amaury Leveaux   | Alain Bernard             |
| 2012    | Florent Manaudou               | Cullen Jones     | César Cielo               |
| 2016    | Anthony Ervin                  | Florent Manaudou | Nathan Adrian             |
| 2020    | Caeleb Dressel                 | Florent Manaudou | Bruno Fratus              |
| 2024    | Cameron McEvoy                 | Benjamin Proud   | Florent Manaudou          |

### 100 m Freistil
| Olympia | Gold                      | Silber             | Bronze                  |
| ------- | ------------------------- | ------------------ | ----------------------- |
| 1896    | Alfréd Hajós *            | Otto Herschmann *  | –                       |
| 1906 ** | Charles Daniels           | Zoltán Halmay      | Cecil Healy             |
| 1908    | Charles Daniels           | Zoltán Halmay      | Harald Julin            |
| 1912    | Duke Kahanamoku           | Cecil Healy        | Ken Huszagh             |
| 1920    | Duke Kahanamoku           | Pua Kealoha        | Bill Harris             |
| 1924    | Johnny Weissmüller        | Duke Kahanamoku    | Samuel Kahanamoku       |
| 1928    | Johnny Weissmüller        | István Bárány      | Katsuo Takaishi         |
| 1932    | Miyazaki Yasuji           | Tatsugo Kawaishi   | Albert Schwartz         |
| 1936    | Ferenc Csik               | Yusa Masanori      | Arai Shigeo             |
| 1948    | Walter Ris                | Alan Ford          | Géza Kádas              |
| 1952    | Clarke Scholes            | Hiroshi Suzuki     | Göran Larsson           |
| 1956    | John Henricks             | John Devitt        | Gary Chapman            |
| 1960    | John Devitt               | Lance Larson       | Manuel dos Santos       |
| 1964    | Don Schollander           | Robert McGregor    | Hans-Joachim Klein      |
| 1968    | Michael Wenden            | Kenneth Walsh      | Mark Spitz              |
| 1972    | Mark Spitz                | Jerry Heidenreich  | Wladimir Bure           |
| 1976    | James Montgomery          | Jack Babashoff     | Peter Nocke             |
| 1980    | Jörg Woithe               | Per Holmertz       | Per Johansson           |
| 1984    | Ambrose Gaines            | Mark Stockwell     | Per Johansson           |
| 1988    | Matt Biondi               | Christopher Jacobs | Stéphan Caron           |
| 1992    | Alexander Popow           | Gustavo Borges     | Stéphan Caron           |
| 1996    | Alexander Popow           | Gary Hall junior   | Gustavo Borges          |
| 2000    | Pieter van den Hoogenband | Alexander Popow    | Gary Hall junior        |
| 2004    | Pieter van den Hoogenband | Roland Schoeman    | Ian Thorpe              |
| 2008    | Alain Bernard             | Eamon Sullivan     | Jason Lezak César Cielo |
| 2012    | Nathan Adrian             | James Magnussen    | Brent Hayden            |
| 2016    | Kyle Chalmers             | Pieter Timmers     | Nathan Adrian           |
| 2020    | Caeleb Dressel            | Kyle Chalmers      | Kliment Kolesnikow      |
| 2024    | Pan Zhanle                | Kyle Chalmers      | David Popovici          |

### 200 m Freistil
| Olympia | Gold                      | Silber                    | Bronze                |
| ------- | ------------------------- | ------------------------- | --------------------- |
| 1900    | Frederick Lane *          | Zoltán Halmay *           | Karl Ruberl *         |
| 1968    | Michael Wenden            | Don Schollander           | John Nelson           |
| 1972    | Mark Spitz                | Steven Genter             | Werner Lampe          |
| 1976    | Bruce Furniss             | John Naber                | James Montgomery      |
| 1980    | Sergei Kopljakow          | Andrei Krylow             | Graeme Brewer         |
| 1984    | Michael Groß              | Michael Heath             | Thomas Fahrner        |
| 1988    | Duncan Armstrong          | Anders Holmertz           | Matt Biondi           |
| 1992    | Jewgeni Sadowy            | Anders Holmertz           | Antti Kasvio          |
| 1996    | Danyon Loader             | Gustavo Borges            | Daniel Kowalski       |
| 2000    | Pieter van den Hoogenband | Ian Thorpe                | Massimiliano Rosolino |
| 2004    | Ian Thorpe                | Pieter van den Hoogenband | Michael Phelps        |
| 2008    | Michael Phelps            | Park Tae-hwan             | Peter Vanderkaay      |
| 2012    | Yannick Agnel             | Park Tae-hwan Sun Yang    | –                     |
| 2016    | Sun Yang                  | Chad le Clos              | Conor Dwyer           |
| 2020    | Tom Dean                  | Duncan Scott              | Fernando Scheffer     |
| 2024    | David Popovici            | Matthew Richards          | Luke Hobson           |

### 400 m Freistil
| Olympia | Gold               | Silber                | Bronze             |
| ------- | ------------------ | --------------------- | ------------------ |
| 1906 ** | Otto Scheff        | Henry Taylor          | John Arthur Jarvis |
| 1908    | Henry Taylor       | Frank Beaurepaire     | Otto Scheff        |
| 1912    | George Hodgson     | John Hatfield         | Harold Hardwick    |
| 1920    | Norman Ross        | Ludy Langer           | George Vernot      |
| 1924    | Johnny Weissmüller | Arne Borg             | Andrew Charlton    |
| 1928    | Alberto Zorrilla   | Andrew Charlton       | Arne Borg          |
| 1932    | Buster Crabbe      | Jean Taris            | Tsutomu Ōyokota    |
| 1936    | Jack Medica        | Shunpei Utō           | Shōzō Makinoō      |
| 1948    | William Smith      | James McLane          | John Marshall      |
| 1952    | Jean Boiteux       | Ford Konno            | Per-Olof Östrand   |
| 1956    | Murray Rose        | Tsuyoshi Yamanaka     | George Breen       |
| 1960    | Murray Rose        | Tsuyoshi Yamanaka     | John Konrads       |
| 1964    | Don Schollander    | Frank Wiegand         | Allan Wood         |
| 1968    | Mike Burton        | Ralph Hutton          | Alain Mosconi      |
| 1972    | Brad Cooper        | Steven Genter         | Tom McBreen        |
| 1976    | Brian Goodell      | Tim Shaw              | Wolodymyr Raskatow |
| 1980    | Wladimir Salnikow  | Andrei Krylow         | Ivar Stukolkin     |
| 1984    | George DiCarlo     | John Mykkanen         | Justin Lemberg     |
| 1988    | Uwe Daßler         | Duncan Armstrong      | Artur Wojdat       |
| 1992    | Jewgeni Sadowy     | Kieren Perkins        | Anders Holmertz    |
| 1996    | Danyon Loader      | Paul Palmer           | Daniel Kowalski    |
| 2000    | Ian Thorpe         | Massimiliano Rosolino | Klete Keller       |
| 2004    | Ian Thorpe         | Grant Hackett         | Klete Keller       |
| 2008    | Park Tae-hwan      | Zhang Lin             | Larsen Jensen      |
| 2012    | Sun Yang           | Park Tae-hwan         | Peter Vanderkaay   |
| 2016    | Mack Horton        | Sun Yang              | Gabriele Detti     |
| 2020    | Ahmed Hafnaoui     | Jack McLoughlin       | Kieran Smith       |
| 2024    | Lukas Märtens      | Elijah Winnington     | Kim Woo-min        |

### 800 m Freistil
| Olympia | Gold          | Silber               | Bronze               |
| ------- | ------------- | -------------------- | -------------------- |
| 2020    | Robert Finke  | Gregorio Paltrinieri | Mychajlo Romantschuk |
| 2024    | Daniel Wiffen | Robert Finke         | Gregorio Paltrinieri |

### 1500 m Freistil
| Olympia | Gold                 | Silber               | Bronze            |
| ------- | -------------------- | -------------------- | ----------------- |
| 1908    | Henry Taylor         | Sydney Battersby     | Frank Beaurepaire |
| 1912    | George Hodgson       | John Hatfield        | Harold Hardwick   |
| 1920    | Norman Ross          | George Vernot        | Frank Beaurepaire |
| 1924    | Andrew Charlton      | Arne Borg            | Frank Beaurepaire |
| 1928    | Arne Borg            | Andrew Charlton      | Buster Crabbe     |
| 1932    | Kusuo Kitamura       | Shōzō Makino         | James Cristy      |
| 1936    | Noboru Terada        | Jack Medica          | Shunpei Utō       |
| 1948    | James McLane         | John Marshall        | György Mitró      |
| 1952    | Ford Konno           | Shirō Hashizume      | Tetsuo Okamoto    |
| 1956    | Murray Rose          | Tsuyoshi Yamanaka    | George Breen      |
| 1960    | John Konrads         | Murray Rose          | George Breen      |
| 1964    | Robert Windle        | John Nelson          | Allan Wood        |
| 1968    | Mike Burton          | John Kinsella        | Gregory Brough    |
| 1972    | Mike Burton          | Graham Windeatt      | Douglas Northway  |
| 1976    | Brian Goodell        | Bobby Hackett        | Stephen Holland   |
| 1980    | Wladimir Salnikow    | Alexander Tschajew   | Max Metzker       |
| 1984    | Michael O’Brien      | George DiCarlo       | Stefan Pfeiffer   |
| 1988    | Wladimir Salnikow    | Stefan Pfeiffer      | Uwe Daßler        |
| 1992    | Kieren Perkins       | Glen Housman         | Jörg Hoffmann     |
| 1996    | Kieren Perkins       | Daniel Kowalski      | Graeme Smith      |
| 2000    | Grant Hackett        | Kieren Perkins       | Chris Thompson    |
| 2004    | Grant Hackett        | Larsen Jensen        | David Davies      |
| 2008    | Oussama Mellouli     | Grant Hackett        | Ryan Cochrane     |
| 2012    | Sun Yang             | Ryan Cochrane        | Oussama Mellouli  |
| 2016    | Gregorio Paltrinieri | Connor Jaeger        | Gabriele Detti    |
| 2020    | Robert Finke         | Mychajlo Romantschuk | Florian Wellbrock |
| 2024    | Robert Finke         | Gregorio Paltrinieri | Daniel Wiffen     |

### 100 m Rücken
| Olympia | Gold              | Silber             | Bronze                              |
| ------- | ----------------- | ------------------ | ----------------------------------- |
| 1908    | Arno Bieberstein  | Ludvig Dam         | Herbert Haresnape                   |
| 1912    | Harry Hebner      | Otto Fahr          | Paul Kellner                        |
| 1920    | Warren Kealoha    | Raymond Kegeris    | Gérard Blitz                        |
| 1924    | Warren Kealoha    | Paul Wyatt         | Károly Bartha                       |
| 1928    | George Kojac      | Walter Laufer      | Paul Wyatt                          |
| 1932    | Masaji Kiyokawa   | Toshio Irie        | Kentaro Kawatsu                     |
| 1936    | Adolph Kiefer     | Albert Vande Weghe | Masaji Kiyokawa                     |
| 1948    | Allen Stack       | Robert Cowell      | Georges Vallerey junior             |
| 1952    | Yoshinobu Oyakawa | Gilbert Bozon      | Jack Taylor                         |
| 1956    | David Theile      | John Monckton      | Frank McKinney                      |
| 1960    | David Theile      | Frank McKinney     | Robert Earl Bennett                 |
| 1968    | Roland Matthes    | Charles Hickcox    | Ronald Mills                        |
| 1972    | Roland Matthes    | Michael Stamm      | John Murphy                         |
| 1976    | John Naber        | Peter Rocca        | Roland Matthes                      |
| 1980    | Bengt Baron       | Wiktor Kusnezow    | Wolodymyr Dolhow                    |
| 1984    | Richard Carey     | David Wilson       | Mike West                           |
| 1988    | Daichi Suzuki     | David Berkoff      | Igor Poljanski                      |
| 1992    | Mark Tewksbury    | Jeff Rouse         | David Berkoff                       |
| 1996    | Jeff Rouse        | Rodolfo Falcón     | Neisser Bent                        |
| 2000    | Lenny Krayzelburg | Matt Welsh         | Stev Theloke                        |
| 2004    | Aaron Peirsol     | Markus Rogan       | Tomomi Morita                       |
| 2008    | Aaron Peirsol     | Matt Grevers       | Arkadi Wjattschanin Hayden Stoeckel |
| 2012    | Matt Grevers      | Nick Thoman        | Ryōsuke Irie                        |
| 2016    | Ryan Murphy       | Xu Jiayu           | David Plummer                       |
| 2020    | Jewgeni Rylow     | Kliment Kolesnikow | Ryan Murphy                         |
| 2024    | Thomas Ceccon     | Xu Jiayu           | Ryan Murphy                         |

### 200 m Rücken
| Olympia | Gold                | Silber             | Bronze              |
| ------- | ------------------- | ------------------ | ------------------- |
| 1900    | Ernst Hoppenberg *  | Karl Ruberl *      | Johannes Drost *    |
| 1964    | Jed Graef           | Gary Dilley        | Robert Earl Bennett |
| 1968    | Roland Matthes      | Mitchell Ivey      | Jack Horsley        |
| 1972    | Roland Matthes      | Michael Stamm      | Mitchell Ivey       |
| 1976    | John Naber          | Peter Rocca        | Dan Harrigan        |
| 1980    | Sándor Wladár       | Zoltán Verrasztó   | Mark Kerry          |
| 1984    | Richard Carey       | Frédéric Delcourt  | Cameron Henning     |
| 1988    | Igor Poljanski      | Frank Baltrusch    | Paul Kingsman       |
| 1992    | Martín López-Zubero | Wladimir Selkow    | Stefano Battistelli |
| 1996    | Brad Bridgewater    | Tripp Schwenk      | Emanuele Merisi     |
| 2000    | Lenny Krayzelburg   | Aaron Peirsol      | Matt Welsh          |
| 2004    | Aaron Peirsol       | Markus Rogan       | Răzvan Florea       |
| 2008    | Ryan Lochte         | Aaron Peirsol      | Arkadi Wjattschanin |
| 2012    | Tyler Clary         | Ryōsuke Irie       | Ryan Lochte         |
| 2016    | Ryan Murphy         | Mitch Larkin       | Jewgeni Rylow       |
| 2020    | Jewgeni Rylow       | Ryan Murphy        | Luke Greenbank      |
| 2024    | Hubert Kós          | Apostolos Christou | Roman Mityukov      |

### 100 m Brust
| Olympia | Gold                   | Silber                | Bronze             |
| ------- | ---------------------- | --------------------- | ------------------ |
| 1968    | Don McKenzie           | Wladimir Kossinski    | Nikolai Pankin     |
| 1972    | Nobutaka Taguchi       | Tom Bruce             | John Hencken       |
| 1976    | John Hencken           | David Wilkie          | Arvydas Juozaitis  |
| 1980    | Duncan Goodhew         | Arsens Miskarovs      | Peter Evans        |
| 1984    | Steve Lundquist        | Victor Davis          | Peter Evans        |
| 1988    | Adrian Moorhouse       | Károly Güttler        | Dmitri Wolkow      |
| 1992    | Nelson Diebel          | Norbert Rózsa         | Philip Rogers      |
| 1996    | Frederik Deburghgraeve | Jeremy Linn           | Mark Warnecke      |
| 2000    | Domenico Fioravanti    | Ed Moses              | Roman Sludnow      |
| 2004    | Kōsuke Kitajima        | Brendan Hansen        | Hugues Duboscq     |
| 2008    | Kōsuke Kitajima        | Alexander Dale Oen    | Hugues Duboscq     |
| 2012    | Cameron van der Burgh  | Christian Sprenger    | Brendan Hansen     |
| 2016    | Adam Peaty             | Cameron van der Burgh | Cody Miller        |
| 2020    | Adam Peaty             | Arno Kamminga         | Nicolò Martinenghi |
| 2024    | Nicolò Martinenghi     | Adam Peaty Nic Fink   | –                  |

### 200 m Brust
| Olympia | Gold                | Silber             | Bronze             |
| ------- | ------------------- | ------------------ | ------------------ |
| 1908    | Frederick Holman    | William Robinson   | Pontus Hanson      |
| 1912    | Walter Bathe        | Wilhelm Lützow     | Kurt Malisch       |
| 1920    | Håkan Malmrot       | Thor Henning       | Arvo Aaltonen      |
| 1924    | Robert Skelton      | Joseph De Combe    | William Kirschbaum |
| 1928    | Tsuruta Yoshiyuki   | Erich Rademacher   | Teófilo Yldefonso  |
| 1932    | Tsuruta Yoshiyuki   | Reizō Koike        | Teófilo Yldefonso  |
| 1936    | Hamuro Tetsuo       | Erwin Sietas       | Reizō Koike        |
| 1948    | Joseph Verdeur      | Keith Carter       | Robert Sohl        |
| 1952    | John Davies         | Bowen Stassforth   | Herbert Klein      |
| 1956    | Masaru Furukawa     | Masahiro Yoshimura | Charis Junitschew  |
| 1960    | William Mulliken    | Yoshihiko Ōsaki    | Wieger Mensonides  |
| 1964    | Ian O’Brien         | Heorhij Prokopenko | Chet Jastremski    |
| 1968    | Felipe Muñoz        | Wladimir Kossinski | Brian Job          |
| 1972    | John Hencken        | David Wilkie       | Nobutaka Taguchi   |
| 1976    | David Wilkie        | John Hencken       | Rick Colella       |
| 1980    | Robertas Žulpa      | Albán Vermes       | Arsens Miskarovs   |
| 1984    | Victor Davis        | Glenn Beringen     | Étienne Dagon      |
| 1988    | József Szabó        | Nick Gillingham    | Sergio López Miró  |
| 1992    | Michael Barrowman   | Norbert Rózsa      | Nick Gillingham    |
| 1996    | Norbert Rózsa       | Károly Güttler     | Andrei Kornejew    |
| 2000    | Domenico Fioravanti | Terence Parkin     | Davide Rummolo     |
| 2004    | Kōsuke Kitajima     | Dániel Gyurta      | Brendan Hansen     |
| 2008    | Kōsuke Kitajima     | Brenton Rickard    | Hugues Duboscq     |
| 2012    | Dániel Gyurta       | Michael Jamieson   | Ryō Tateishi       |
| 2016    | Dmitri Balandin     | Josh Prenot        | Anton Tschupkow    |
| 2020    | Zac Stubblety-Cook  | Arno Kamminga      | Matti Mattsson     |
| 2024    | Léon Marchand       | Zac Stubblety-Cook | Caspar Corbeau     |

### 100 m Schmetterling
| Olympia | Gold             | Silber                                  | Bronze             |
| ------- | ---------------- | --------------------------------------- | ------------------ |
| 1968    | Douglas Russell  | Mark Spitz                              | Ross Wales         |
| 1972    | Mark Spitz       | Bruce Robertson                         | Jerry Heidenreich  |
| 1976    | Matt Vogel       | Joe Bottom                              | Gary Hall senior   |
| 1980    | Pär Arvidsson    | Roger Pyttel                            | David López-Zubero |
| 1984    | Michael Groß     | Pablo Morales                           | Glenn Buchanan     |
| 1988    | Anthony Nesty    | Matt Biondi                             | Andy Jameson       |
| 1992    | Pablo Morales    | Rafał Szukała                           | Anthony Nesty      |
| 1996    | Denis Pankratow  | Scott Miller                            | Wladislaw Kulikow  |
| 2000    | Lars Frölander   | Michael Klim                            | Geoff Huegill      |
| 2004    | Michael Phelps   | Ian Crocker                             | Andrij Serdinow    |
| 2008    | Michael Phelps   | Milorad Čavić                           | Andrew Lauterstein |
| 2012    | Michael Phelps   | Chad le Clos Jewgeni Korotyschkin       | –                  |
| 2016    | Joseph Schooling | Michael Phelps Chad le Clos László Cseh | –                  |
| 2020    | Caeleb Dressel   | Kristóf Milák                           | Noè Ponti          |
| 2024    | Kristóf Milák    | Joshua Liendo                           | Ilya Kharun        |

### 200 m Schmetterling
| Olympia | Gold            | Silber           | Bronze             |
| ------- | --------------- | ---------------- | ------------------ |
| 1956    | William Yorzyk  | Takashi Ishimoto | György Tumpek      |
| 1960    | Michael Troy    | Neville Hayes    | Dave Gillanders    |
| 1964    | Kevin Berry     | Carl Robie       | Fred Schmidt       |
| 1968    | Carl Robie      | Martyn Woodroffe | John Edward Ferris |
| 1972    | Mark Spitz      | Gary Hall senior | Robin Backhaus     |
| 1976    | Michael Bruner  | Steve Gregg      | Bill Forrester     |
| 1980    | Serhij Fessenko | Philip Hubble    | Roger Pyttel       |
| 1984    | Jonathan Sieben | Michael Groß     | Rafael Vidal       |
| 1988    | Michael Groß    | Benny Nielsen    | Anthony Mosse      |
| 1992    | Melvin Stewart  | Danyon Loader    | Franck Esposito    |
| 1996    | Denis Pankratow | Tom Malchow      | Scott Goodman      |
| 2000    | Tom Malchow     | Denys Sylantjew  | Justin Norris      |
| 2004    | Michael Phelps  | Takashi Yamamoto | Stephen Parry      |
| 2008    | Michael Phelps  | László Cseh      | Takeshi Matsuda    |
| 2012    | Chad le Clos    | Michael Phelps   | Takeshi Matsuda    |
| 2016    | Michael Phelps  | Masato Sakai     | Tamás Kenderesi    |
| 2020    | Kristóf Milák   | Tomoru Honda     | Federico Burdisso  |
| 2024    | Léon Marchand   | Kristóf Milák    | Ilya Kharun        |

### 200 m Lagen
| Olympia | Gold                  | Silber          | Bronze              |
| ------- | --------------------- | --------------- | ------------------- |
| 1968    | Charles Hickcox       | Greg Buckingham | John Ferris         |
| 1972    | Gunnar Larsson        | Tim McKee       | Steve Furniss       |
| 1984    | Alex Baumann          | Pablo Morales   | Neil Cochran        |
| 1988    | Tamás Darnyi          | Patrick Kühl    | Wadym Jaroschtschuk |
| 1992    | Tamás Darnyi          | Greg Burgess    | Attila Czene        |
| 1996    | Attila Czene          | Jani Sievinen   | Curtis Myden        |
| 2000    | Massimiliano Rosolino | Tom Dolan       | Tom Wilkens         |
| 2004    | Michael Phelps        | Ryan Lochte     | George Bovell       |
| 2008    | Michael Phelps        | László Cseh     | Ryan Lochte         |
| 2012    | Michael Phelps        | Ryan Lochte     | László Cseh         |
| 2016    | Michael Phelps        | Kōsuke Hagino   | Wang Shun           |
| 2020    | Wang Shun             | Duncan Scott    | Jérémy Desplanches  |
| 2024    | Léon Marchand         | Duncan Scott    | Wang Shun           |

### 400 m Lagen
| Olympia | Gold                | Silber              | Bronze              |
| ------- | ------------------- | ------------------- | ------------------- |
| 1964    | Richard Roth        | Roy Saari           | Gerhard Hetz        |
| 1968    | Charles Hickcox     | Gary Hall senior    | Michael Holthaus    |
| 1972    | Gunnar Larsson      | Tim McKee           | András Hargitay     |
| 1976    | Rod Strachan        | Tim McKee           | Andrei Smirnow      |
| 1980    | Oleksandr Sydorenko | Serhij Fessenko     | Zoltán Verrasztó    |
| 1984    | Alex Baumann        | Ricardo Prado       | Robert Woodhouse    |
| 1988    | Tamás Darnyi        | David Wharton       | Stefano Battistelli |
| 1992    | Tamás Darnyi        | Eric Namesnik       | Luca Sacchi         |
| 1996    | Tom Dolan           | Eric Namesnik       | Curtis Myden        |
| 2000    | Tom Dolan           | Erik Vendt          | Curtis Myden        |
| 2004    | Michael Phelps      | Erik Vendt          | László Cseh         |
| 2008    | Michael Phelps      | László Cseh         | Ryan Lochte         |
| 2012    | Ryan Lochte         | Thiago Pereira      | Kōsuke Hagino       |
| 2016    | Kōsuke Hagino       | Chase Kalisz        | Daiya Seto          |
| 2020    | Chase Kalisz        | Jay Litherland      | Brendon Smith       |
| 2024    | Léon Marchand       | Tomoyuki Matsushita | Carson Foster       |

### 10 km Freiwasserschwimmen
| Olympia | Gold                    | Silber            | Bronze               |
| ------- | ----------------------- | ----------------- | -------------------- |
| 2008    | Maarten van der Weijden | David Davies      | Thomas Lurz          |
| 2012    | Oussama Mellouli        | Thomas Lurz       | Richard Weinberger   |
| 2016    | Ferry Weertman          | Spyros Gianniotis | Marc-Antoine Olivier |
| 2020    | Florian Wellbrock       | Kristóf Rasovszky | Gregorio Paltrinieri |
| 2024    | Kristóf Rasovszky       | Oliver Klemet     | Dávid Betlehem       |

### 4 × 100 m Freistil
| Olympia | Gold | Silber | Bronze |
| ------- | --- | --- | --- |
| 1964    | Vereinigte Staaten Stephen Clark Michael Austin Gary Ilman Don Schollander                                                                       | Deutschland Horst Löffler Frank Wiegand Uwe Jacobsen Hans-Joachim Klein                                                                    | Australien David Dickson Peter Doak John Ryan Robert Windle                                                                    |
| 1968    | Vereinigte Staaten Zachary Zorn Stephen Rerych Mark Spitz Kenneth Walsh                                                                          | Sowjetunion Semjon Beliz-Geiman Wiktor Masanow Georgijs Kuļikovs Leonid Iljitschow                                                         | Australien Gregory Rogers Robert Cusack Robert Windle Michael Wenden                                                           |
| 1972    | Vereinigte Staaten David Edgar John Murphy Jerry Heidenreich Mark Spitz                                                                          | Sowjetunion Wladimir Bure Wiktor Masanow Wiktor Aboimow Igor Griwennikow                                                                   | DDR Roland Matthes Wilfried Hartung Peter Bruch Lutz Unger                                                                     |
| 1984    | Vereinigte Staaten Christopher Cavanaugh Michael Heath Matt Biondi Ambrose Gaines                                                                | Australien Greg Fasala Neil Brooks Michael William Delany Mark Stockwell                                                                   | Schweden Thomas Lejdström Bengt Baron Mikael Örn Per Johansson                                                                 |
| 1988    | Vereinigte Staaten Christopher Jacobs Troy Dalbey Tom Jager Matt Biondi                                                                          | Sowjetunion Gennadi Prigoda Iurie Bașcatov Nikolai Jewsejew Wolodymyr Tkatschenko                                                          | DDR Dirk Richter Thomas Flemming Lars Hinneburg Steffen Zesner                                                                 |
| 1992    | Vereinigte Staaten Joe Hudepohl Matt Biondi Tom Jager Jon Olsen Im Vorlauf: Shaun Jordan, Joel Thomas                                            | Vereintes Team Pawlo Chnykin Gennadi Prigoda Iurie Bașcatov Alexander Popow Im Vorlauf: Wladimir Pyschnenko, Weniamin Tajanowitsch         | Deutschland Christian Tröger Dirk Richter Steffen Zesner Mark Pinger Im Vorlauf: Andreas Szigat, Bengt Zikarsky                |
| 1996    | Vereinigte Staaten Jon Olsen Josh Davis Brad Schumacher Gary Hall junior Im Vorlauf: David Fox, Scott Tucker                                     | Russland Roman Jegorow Alexander Popow Wladimir Predkin Wladimir Pyschnenko Im Vorlauf: Denis Pimankow, Konstantin Uschkow                 | Deutschland Christian Tröger Bengt Zikarsky Björn Zikarsky Mark Pinger Im Vorlauf: Alexander Lüderitz                          |
| 2000    | Australien Michael Klim Chris Fydler Ashley Callus Ian Thorpe Im Vorlauf: Todd Pearson, Adam Pine                                                | Vereinigte Staaten Anthony Ervin Neil Walker Jason Lezak Gary Hall junior Im Vorlauf: Scott Tucker, Josh Davis                             | Brasilien Fernando Scherer Gustavo Borges Carlos Jayme Edvaldo Valério                                                         |
| 2004    | Südafrika Roland Schoeman Lyndon Ferns Darian Townsend Ryk Neethling                                                                             | Niederlande Johan Kenkhuis Mitja Zastrow Klaas-Erik Zwering Pieter van den Hoogenband Im Vorlauf: Mark Veens                               | Vereinigte Staaten Ian Crocker Michael Phelps Neil Walker Jason Lezak Im Vorlauf: Gabe Woodward, Nate Dusing, Gary Hall junior |
| 2008    | Vereinigte Staaten Michael Phelps Garrett Weber-Gale Cullen Jones Jason Lezak Im Vorlauf: Nathan Adrian, Benjamin Wildman-Tobriner, Matt Grevers | Frankreich Amaury Leveaux Fabien Gilot Frédérick Bousquet Alain Bernard Im Vorlauf: Grégory Mallet, Boris Steimetz                         | Australien Eamon Sullivan Andrew Lauterstein Ashley Callus Matt Targett Im Vorlauf: Leith Brodie, Patrick Murphy               |
| 2012    | Frankreich Amaury Leveaux Fabien Gilot Clément Lefert Yannick Agnel Im Vorlauf: Alain Bernard, Jérémy Stravius                                   | Vereinigte Staaten Nathan Adrian Michael Phelps Cullen Jones Ryan Lochte Im Vorlauf: Jimmy Feigen, Matt Grevers, Ricky Berens, Jason Lezak | Russland Andrei Gretschin Nikita Lobinzew Wladimir Morosow Danila Isotow Im Vorlauf: Jewgeni Lagunow, Sergei Fessikow          |
| 2016    | Vereinigte Staaten Caeleb Dressel Michael Phelps Ryan Held Nathan Adrian Im Vorlauf: Jimmy Feigen, Blake Pieroni, Anthony Ervin                  | Frankreich Mehdy Metella Fabien Gilot Florent Manaudou Jérémy Stravius Im Vorlauf: Clement Mignon, William Meynard                         | Australien James Roberts Kyle Chalmers James Magnussen Cameron McEvoy Im Vorlauf: Matthew Abood                                |
| 2020    | Vereinigte Staaten Caeleb Dressel Blake Pieroni Bowe Becker Zach Apple Im Vorlauf: Brooks Curry                                                  | Italien Alessandro Miressi Thomas Ceccon Lorenzo Zazzeri Manuel Frigo Im Vorlauf: Santo Condorelli                                         | Australien Matthew Temple Zac Incerti Alexander Graham Kyle Chalmers Im Vorlauf: Cameron McEvoy                                |
| 2024    | Vereinigte Staaten Jack Alexy Chris Guiliano Hunter Armstrong Caeleb Dressel Im Vorlauf: Ryan Held, Matt King                                    | Australien Jack Cartwright Flynn Southam Kai Taylor Kyle Chalmers Im Vorlauf: William Yang                                                 | Italien Alessandro Miressi Thomas Ceccon Paolo Conte Bonin Manuel Frigo Im Vorlauf: Lorenzo Zazzeri, Leonardo Deplano          |

### 4 × 200 m Freistil
| Olympia | Gold | Silber | Bronze |
| ------- | --- | --- | --- |
| 1908    | Großbritannien John Derbyshire Paul Radmilovic William Foster Henry Taylor                                                         | Ungarn József Munk Imre Zachár Béla von Las-Torres Zoltán Halmay                                                              | Vereinigte Staaten Harry Hebner Leo Goodwin Charles Daniels Leslie Rich                                                             |
| 1912    | Australasien Cecil Healy Malcolm Champion Leslie Boardman Harold Hardwick                                                          | Vereinigte Staaten Ken Huszagh Harry Hebner Perry McGillivray Duke Kahanamoku                                                 | Großbritannien William Foster Sydney Battersby John Hatfield Henry Taylor                                                           |
| 1920    | Vereinigte Staaten Perry McGillivray Pua Kealoha Norman Ross Duke Kahanamoku                                                       | Australien Harry Hay William Herald Ivan Stedman Frank Beaurepaire                                                            | Großbritannien Leslie Savage Percy Peter Henry Taylor Harold Annison                                                                |
| 1924    | Vereinigte Staaten Ralph Breyer Harry Glancy Wallace O’Connor Johnny Weissmüller Im Vorlauf: Richard Howell                        | Australien Andrew Charlton Moss Christie Frank Beaurepaire Ernest Henry Im Vorlauf: Ivan Stedman                              | Schweden Åke Borg Arne Borg Orvar Trolle Georg Werner Im Vorlauf: Thor Henning, Gösta Persson                                       |
| 1928    | Vereinigte Staaten Austin Clapp Walter Laufer George Kojac Johnny Weissmüller                                                      | Japan Hiroshi Yoneyama Nobuo Arai Tokuhei Sada Katsuo Takaishi                                                                | Kanada Munroe Bourne James Thompson Garnet Ault Walter Spence                                                                       |
| 1932    | Japan Hisakichi Toyoda Yusa Masanori Miyazaki Yasuji Takashi Yokoyama                                                              | Vereinigte Staaten George Fissler Frank Booth Manuella Kalili Maiola Kalili                                                   | Ungarn András Wanié András Székely István Bárány László Szabados                                                                    |
| 1936    | Japan Yusa Masanori Shigeo Sugiura Masaharu Taguchi Arai Shigeo                                                                    | Vereinigte Staaten Ralph Flanagan John Macionis Paul Wolf Jack Medica                                                         | Ungarn Árpád Lengyel Oszkár Abay-Nemes Ödön Gróf Ferenc Csik                                                                        |
| 1948    | Vereinigte Staaten Walter Ris James McLane Wallace Wolf William Smith                                                              | Ungarn Elemér Szathmáry György Mitró Imre Nyéki Géza Kádas                                                                    | Frankreich Joseph Bernardo René Cornu Henri Padou junior Alex Jany                                                                  |
| 1952    | Vereinigte Staaten Wayne Moore William Woolsey Ford Konno James McLane                                                             | Japan Hiroshi Suzuki Yoshihiro Hamaguchi Tōru Gotō Teijirō Tanikawa                                                           | Frankreich Joseph Bernardo Aldo Eminente Alex Jany Jean Boiteux                                                                     |
| 1956    | Australien Kevin O’Halloran John Devitt Murray Rose John Henricks                                                                  | Vereinigte Staaten Richard Hanley George Breen William Woolsey Ford Konno                                                     | Sowjetunion Witali Sorokin Wladimir Struschanow Gennadi Nikolajew Boris Nikitin                                                     |
| 1960    | Vereinigte Staaten George Harrison Richard Blick Michael Troy Jeff Farrell                                                         | Japan Makoto Fukui Hiroshi Ishii Tsuyoshi Yamanaka Tatsuo Fujimoto                                                            | Australien David Dickson John Devitt Murray Rose John Konrads                                                                       |
| 1964    | Vereinigte Staaten Stephen Clark Roy Saari Gary Ilman Don Schollander                                                              | Deutschland Horst-Günter Gregor Gerhard Hetz Frank Wiegand Hans-Joachim Klein                                                 | Japan Makoto Fukui Kunihiro Iwasaki Toshio Shōji Yukiaki Okabe                                                                      |
| 1968    | Vereinigte Staaten John Nelson Stephen Rerych Mark Spitz Don Schollander                                                           | Australien Gregory Rogers Graham White Robert Windle Michael Wenden                                                           | Sowjetunion Wladimir Bure Semjon Beliz-Geiman Georgijs Kuļikovs Leonid Iljitschow                                                   |
| 1972    | Vereinigte Staaten John Kinsella Frederick Tyler Steven Genter Mark Spitz                                                          | BR Deutschland Klaus Steinbach Werner Lampe Hans-Günther Vosseler Hans Fassnacht                                              | Sowjetunion Igor Griwennikow Wiktor Masanow Georgijs Kuļikovs Wladimir Bure                                                         |
| 1976    | Vereinigte Staaten Michael Bruner Bruce Furniss John Naber James Montgomery                                                        | Sowjetunion Wolodymyr Raskatow Andrei Bogdanow Sergei Kopljakow Andrei Krylow                                                 | Großbritannien Alan McClatchey David Dunne Gordon Downie Brian Brinkley                                                             |
| 1980    | Sowjetunion Sergei Kopljakow Wladimir Salnikow Ivar Stukolkin Andrei Krylow                                                        | DDR Frank Pfütze Jörg Woithe Detlev Grabs Rainer Strohbach                                                                    | Brasilien Jorge Luiz Leite Marcus Mattioli Cyro Delgado Djan Madruga                                                                |
| 1984    | Vereinigte Staaten Michael Heath David Larson Jeff Float Bruce Hayes                                                               | BR Deutschland Thomas Fahrner Dirk Korthals Alexander Schowtka Michael Groß                                                   | Großbritannien Neil Cochran Paul Easter Paul Howe Andrew Astbury                                                                    |
| 1988    | Vereinigte Staaten Troy Dalbey Matthew Cetlinski Doug Gjertsen Matt Biondi                                                         | DDR Uwe Daßler Sven Lodziewski Thomas Flemming Steffen Zesner                                                                 | BR Deutschland Erik Hochstein Thomas Fahrner Rainer Henkel Michael Groß                                                             |
| 1992    | Vereintes Team Dmitri Lepikow Wladimir Pyschnenko Weniamin Tajanowitsch Jewgeni Sadowy Im Vorlauf: Alexei Kudrjawzew, Juri Muchin  | Schweden Anders Holmertz Tommy Werner Lars Frölander Christer Wallin                                                          | Vereinigte Staaten Joe Hudepohl Melvin Stewart Jon Olsen Doug Gjertsen Im Vorlauf: Scott Jaffe, Daniel Jorgensen                    |
| 1996    | Vereinigte Staaten Josh Davis Joe Hudepohl Brad Schumacher Ryan Berube Im Vorlauf: Jon Olsen                                       | Schweden Christer Wallin Anders Holmertz Lars Frölander Anders Lyrbring                                                       | Deutschland Aimo Heilmann Christian Keller Christian Tröger Steffen Zesner Im Vorlauf: Konstantin Dubrovin, Oliver Lampe            |
| 2000    | Australien Ian Thorpe Michael Klim Todd Pearson Bill Kirby Im Vorlauf: Grant Hackett, Daniel Kowalski                              | Vereinigte Staaten Scott Goldblatt Josh Davis Jamie Rauch Klete Keller Im Vorlauf: Nate Dusing, Chad Carvin                   | Niederlande Martijn Zuijdweg Johan Kenkhuis Marcel Wouda Pieter van den Hoogenband Im Vorlauf: Mark van der Zijden                  |
| 2004    | Vereinigte Staaten Michael Phelps Ryan Lochte Peter Vanderkaay Klete Keller Im Vorlauf: Dan Ketchum, Scott Goldblatt               | Australien Grant Hackett Michael Klim Nicholas Sprenger Ian Thorpe Im Vorlauf: Todd Pearson, Antony Matkovich, Craig Stevens  | Italien Emiliano Brembilla Massimiliano Rosolino Simone Cercato Filippo Magnini Im Vorlauf: Matteo Pelliciari, Federico Cappellazzo |
| 2008    | Vereinigte Staaten Michael Phelps Ryan Lochte Ricky Berens Peter Vanderkaay Im Vorlauf: David Walters, Erik Vendt, Klete Keller    | Russland Nikita Lobinzew Jewgeni Lagunow Danila Isotow Alexander Suchorukow Im Vorlauf: Michail Polischtschuk                 | Australien Patrick Murphy Grant Hackett Grant Brits Nick Ffrost Im Vorlauf: Kirk Palmer, Leith Brodie                               |
| 2012    | Vereinigte Staaten Ryan Lochte Conor Dwyer Ricky Berens Michael Phelps Im Vorlauf: Charlie Houchin, Matthew McLean, Davis Tarwater | Frankreich Amaury Leveaux Grégory Mallet Clément Lefert Yannick Agnel Im Vorlauf: Jérémy Stravius                             | China Hao Yun Li Yunqi Jiang Haiqi Sun Yang Im Vorlauf: Lu Zhiwu, Dai Jun                                                           |
| 2016    | Vereinigte Staaten Conor Dwyer Townley Haas Ryan Lochte Michael Phelps Im Vorlauf: Clark Smith, Jack Conger, Gunnar Bentz          | Großbritannien Stephen Milne Duncan Scott Daniel Wallace James Guy Im Vorlauf: Robert Renwick                                 | Japan Kōsuke Hagino Naito Ehara Yūki Kobori Takeshi Matsuda                                                                         |
| 2020    | Großbritannien Tom Dean James Guy Matthew Richards Duncan Scott Im Vorlauf: Calum Jarvis                                           | ROC Martin Maljutin Iwan Girjow Jewgeni Rylow Michail Dowgaljuk Im Vorlauf: Alexander Krasnych, Michail Wekowischtschew       | Australien Alexander Graham Kyle Chalmers Zac Incerti Thomas Neill Im Vorlauf: Mack Horton, Elijah Winnington                       |
| 2024    | Großbritannien James Guy Tom Dean Matthew Richards Duncan Scott Im Vorlauf: Jack McMillan, Kieran Bird                             | Vereinigte Staaten Luke Hobson Carson Foster Drew Kibler Kieran Smith Im Vorlauf: Brooks Curry, Blake Pieroni, Chris Guiliano | Australien Maximillian Giuliani Flynn Southam Elijah Winnington Thomas Neill Im Vorlauf: Kai Taylor, Zac Incerti                    |

### 4 × 100 m Lagen
| Olympia | Gold | Silber | Bronze |
| ------- | --- | --- | --- |
| 1960    | Vereinigte Staaten Frank McKinney Paul Hait Lance Larson Jeff Farrell                                                                               | Australien David Theile Terry Gathercole Neville Hayes Geoff Shipton                                                                                 | Japan Kazuo Tomita Kōichi Hirakida Yoshihiko Ōsaki Keigo Shimizu                                                               |
| 1964    | Vereinigte Staaten Thompson Mann Bill Craig Fred Schmidt Stephen Clark                                                                              | Deutschland Ernst-Joachim Küppers Egon Henninger Horst-Günter Gregor Hans-Joachim Klein                                                              | Australien Peter Reynolds Ian O’Brien Kevin Berry David Dickson                                                                |
| 1968    | Vereinigte Staaten Charles Hickcox Don McKenzie Douglas Russell Kenneth Walsh                                                                       | DDR Roland Matthes Egon Henninger Horst-Günter Gregor Frank Wiegand                                                                                  | Sowjetunion Jurij Hromak Wladimir Kossinski Wladimir Nemschilow Leonid Iljitschow                                              |
| 1972    | Vereinigte Staaten Michael Stamm Tom Bruce Mark Spitz Jerry Heidenreich                                                                             | DDR Roland Matthes Klaus Katzur Hartmut Flöckner Lutz Unger                                                                                          | Kanada Erik Fish Bill Mahony Bruce Robertson Robert Kasting                                                                    |
| 1976    | Vereinigte Staaten John Naber John Hencken Matt Vogel James Montgomery                                                                              | Kanada Steve Pickell Graham Smith Clay Evans Gary MacDonald                                                                                          | BR Deutschland Klaus Steinbach Walter Kusch Michael Kraus Peter Nocke                                                          |
| 1980    | Australien Mark Kerry Peter Evans Mark Tonelli Neil Brooks                                                                                          | Sowjetunion Wiktor Kusnezow Arsens Miskarovs Jewgeni Seredin Sergei Kopljakow                                                                        | Großbritannien Gary Abraham Duncan Goodhew David Lowe Martin Smith                                                             |
| 1984    | Vereinigte Staaten Richard Carey Steve Lundquist Pablo Morales Ambrose Gaines                                                                       | Kanada Mike West Victor Davis Tom Ponting Sandy Goss                                                                                                 | Australien Mark Kerry Peter Evans Glenn Buchanan Mark Stockwell                                                                |
| 1988    | Vereinigte Staaten David Berkoff Richard Schroeder Matt Biondi Christopher Jacobs                                                                   | Kanada Mark Tewksbury Victor Davis Tom Ponting Sandy Goss                                                                                            | Sowjetunion Igor Poljanski Dmitri Wolkow Wadym Jaroschtschuk Gennadi Prigoda                                                   |
| 1992    | Vereinigte Staaten Jeff Rouse Nelson Diebel Pablo Morales Jon Olsen Im Vorlauf: David Berkoff, Hans Dersch, Melvin Stewart, Matt Biondi             | Vereintes Team Wladimir Selkow Wassili Iwanow Pawlo Chnykin Alexander Popow Im Vorlauf: Wladimir Pyschnenko, Wladislaw Kulikow, Dmitri Wolkow        | Kanada Mark Tewksbury Jonathan Cleveland Marcel Gery Stephen Clarke Im Vorlauf: Tom Ponting                                    |
| 1996    | Vereinigte Staaten Jeff Rouse Jeremy Linn Mark Henderson Gary Hall junior Im Vorlauf: Josh Davis, Kurt Grote, John Hargis, Tripp Schwenk            | Russland Wladimir Selkow Stanislaw Lopuchow Denis Pankratow Alexander Popow Im Vorlauf: Roman Iwanowski, Wladislaw Kulikow, Roman Jegorow            | Australien Steven Dewick Philip Rogers Scott Miller Michael Klim Im Vorlauf: Toby Haenen                                       |
| 2000    | Vereinigte Staaten Lenny Krayzelburg Ed Moses Ian Crocker Gary Hall junior Im Vorlauf: Neil Walker, Tommy Hannan, Jason Lezak                       | Australien Matt Welsh Regan Harrison Geoff Huegill Michael Klim Im Vorlauf: Josh Watson, Ryan Mitchell, Adam Pine, Ian Thorpe                        | Deutschland Stev Theloke Jens Kruppa Thomas Rupprath Torsten Spanneberg                                                        |
| 2004    | Vereinigte Staaten Aaron Peirsol Brendan Hansen Ian Crocker Jason Lezak Im Vorlauf: Mark Gangloff, Lenny Krayzelburg, Michael Phelps, Neil Walker   | Deutschland Steffen Driesen Jens Kruppa Thomas Rupprath Lars Conrad Im Vorlauf: Helge Meeuw                                                          | Japan Tomomi Morita Kōsuke Kitajima Takashi Yamamoto Yoshihiro Okumura                                                         |
| 2008    | Vereinigte Staaten Aaron Peirsol Brendan Hansen Michael Phelps Jason Lezak Im Vorlauf: Matt Grevers, Mark Gangloff, Ian Crocker, Garrett Weber-Gale | Australien Hayden Stoeckel Brenton Rickard Andrew Lauterstein Eamon Sullivan Im Vorlauf: Ashley Delaney, Christian Sprenger, Adam Pine, Matt Targett | Japan Junichi Miyashita Kōsuke Kitajima Takurō Fujii Hisayoshi Satō                                                            |
| 2012    | Vereinigte Staaten Matt Grevers Brendan Hansen Michael Phelps Nathan Adrian Im Vorlauf: Nick Thoman, Eric Shanteau, Tyler McGill, Cullen Jones      | Japan Ryōsuke Irie Kōsuke Kitajima Takeshi Matsuda Takurō Fujii                                                                                      | Australien Hayden Stoeckel Christian Sprenger Matt Targett James Magnussen Im Vorlauf: Brenton Rickard, Tommaso D’Orsogna      |
| 2016    | Vereinigte Staaten Ryan Murphy Cody Miller Michael Phelps Nathan Adrian Im Vorlauf: David Plummer, Kevin Cordes, Tom Shields, Caeleb Dressel        | Großbritannien Chris Walker-Hebborn Adam Peaty James Guy Duncan Scott                                                                                | Australien Mitch Larkin Jake Packard David Morgan Kyle Chalmers Im Vorlauf: Cameron McEvoy                                     |
| 2020    | Vereinigte Staaten Ryan Murphy Caeleb Dressel Zach Apple Michael Andrew Im Vorlauf: Hunter Armstrong, Andrew Wilson, Tom Shields, Blake Pieroni     | Großbritannien Luke Greenbank Adam Peaty James Guy Duncan Scott Im Vorlauf: James Wilby                                                              | Italien Thomas Ceccon Nicolò Martinenghi Federico Burdisso Alessandro Miressi                                                  |
| 2024    | China Xu Jiayu Qin Haiyang Sun Jiajun Pan Zhanle Im Vorlauf: Wang Changhao                                                                          | Vereinigte Staaten Ryan Murphy Nic Fink Caeleb Dressel Hunter Armstrong Im Vorlauf: Charlie Swanson, Thomas Heilman, Jack Alexy                      | Frankreich Yohann Ndoye-Brouard Léon Marchand Maxime Grousset Florent Manaudou Im Vorlauf: Clément Secchi, Rafael Fente-Damers |

## Nicht mehr ausgetragene Wettbewerbe

### 50 yds (45,72 m) Freistil
| Olympia | Gold          | Silber           | Bronze          |
| ------- | ------------- | ---------------- | --------------- |
| 1904    | Zoltán Halmay | John Scott Leary | Charles Daniels |

### 100 yds (91,44 m) Freistil
| Olympia | Gold          | Silber          | Bronze           |
| ------- | ------------- | --------------- | ---------------- |
| 1904    | Zoltán Halmay | Charles Daniels | John Scott Leary |

### 220 yds (201,17 m) Freistil
| Olympia | Gold            | Silber         | Bronze      |
| ------- | --------------- | -------------- | ----------- |
| 1904    | Charles Daniels | Francis Gailey | Emil Rausch |

### 440 yds (402,34 m) Freistil
| Olympia | Gold            | Silber         | Bronze     |
| ------- | --------------- | -------------- | ---------- |
| 1904    | Charles Daniels | Francis Gailey | Otto Wahle |

### 500 m Freistil
| Olympia | Gold           | Silber             | Bronze                |
| ------- | -------------- | ------------------ | --------------------- |
| 1896    | Paul Neumann * | Antonios Pepanos * | Efstathios Chorafas * |

### 880 yds (804,67 m) Freistil
| Olympia | Gold        | Silber         | Bronze    |
| ------- | ----------- | -------------- | --------- |
| 1904    | Emil Rausch | Francis Gailey | Géza Kiss |

### 1000 m Freistil
| Olympia | Gold                 | Silber       | Bronze          |
| ------- | -------------------- | ------------ | --------------- |
| 1900    | John Arthur Jarvis * | Otto Wahle * | Zoltán Halmay * |

### 1200 m Freistil
| Olympia | Gold           | Silber            | Bronze                |
| ------- | -------------- | ----------------- | --------------------- |
| 1896    | Alfréd Hajós * | Joannis Andreou * | Efstathios Chorafas * |

### 1 Meile (1609,34 m) Freistil
| Olympia | Gold         | Silber             | Bronze         |
| ------- | ------------ | ------------------ | -------------- |
| 1904    | Emil Rausch  | Géza Kiss          | Francis Gailey |
| 1906 ** | Henry Taylor | John Arthur Jarvis | Otto Scheff    |

### 4000 m Freistil
| Olympia | Gold                 | Silber          | Bronze         |
| ------- | -------------------- | --------------- | -------------- |
| 1900    | John Arthur Jarvis * | Zoltán Halmay * | Louis Martin * |

### 100 yds (91,44 m) Rücken
| Olympia | Gold         | Silber         | Bronze          |
| ------- | ------------ | -------------- | --------------- |
| 1904    | Walter Brack | Georg Hoffmann | Georg Zacharias |

### 400 m Brust
| Olympia | Gold          | Silber       | Bronze         |
| ------- | ------------- | ------------ | -------------- |
| 1912    | Walter Bathe  | Thor Henning | Percy Courtman |
| 1920    | Håkan Malmrot | Thor Henning | Arvo Aaltonen  |

### 440 yds (402,34 m) Brust
| Olympia | Gold            | Silber       | Bronze              |
| ------- | --------------- | ------------ | ------------------- |
| 1904    | Georg Zacharias | Walter Brack | Henry Jamison Handy |

### 4 × 50 yds Freistil
| Olympia | Gold                                                                      | Silber                                                                    | Bronze                                                                           |
| ------- | ------------------------------------------------------------------------- | ------------------------------------------------------------------------- | -------------------------------------------------------------------------------- |
| 1904    | Vereinigte Staaten Joseph Ruddy Leo Goodwin Louis Handley Charles Daniels | Vereinigte Staaten David Hammond William Tuttle Hugo Goetz Raymond Thorne | Vereinigte Staaten Amedee Reyburn Gwynne Evans Marquard Schwarz William Orthwein |

### 4 × 250 m Freistil
| Olympia | Gold                                                     | Silber                                                             | Bronze                                                                       |
| ------- | -------------------------------------------------------- | ------------------------------------------------------------------ | ---------------------------------------------------------------------------- |
| 1906 ** | Ungarn Henrik Hajós Zoltán Halmay Géza Kiss József Ónody | Deutsches Reich Ernst Bahnmayer Emil Rausch Oskar Schiele Max Pape | Großbritannien John Derbyshire Henry Taylor William Henry John Arthur Jarvis |

### 200 m Mannschaftsschwimmen
| Olympia | Gold                                                                                         | Silber                                                                                      | Bronze                                                                                   |
| ------- | -------------------------------------------------------------------------------------------- | ------------------------------------------------------------------------------------------- | ---------------------------------------------------------------------------------------- |
| 1900    | Deutsches Reich * Max Hainle Max Schöne Julius Frey Herbert von Petersdorff Ernst Hoppenberg | Frankreich * Maurice Hochepied Victor Hochepied Joseph Bertrand Jules Verbecke Victor Cadet | Frankreich * Georges Leuillieux Louis Martin Philippe Houben René Tartara Désiré Mérchez |

### 100 m Matrosenschwimmen
| Olympia | Gold                | Silber              | Bronze             |
| ------- | ------------------- | ------------------- | ------------------ |
| 1896    | Ioannis Malokinis * | Spyridon Chazapis * | Dimitrios Drivas * |

### 200 m Hindernisschwimmen
| Olympia | Gold             | Silber       | Bronze       |
| ------- | ---------------- | ------------ | ------------ |
| 1900    | Frederick Lane * | Otto Wahle * | Peter Kemp * |

### Unterwasserschwimmen
| Olympia | Gold                    | Silber      | Bronze            |
| ------- | ----------------------- | ----------- | ----------------- |
| 1900    | Charles de Vendeville * | André Six * | Peder Lykkeberg * |